# Levene Gouldin & Thompson Tennis Challenger 1997
Il Levene Gouldin & Thompson Tennis Challenger 1997 è stato un torneo di tennis facente parte della categoria ATP Challenger Series nell'ambito dell'ATP Challenger Series 1997. Il torneo si è giocato a Binghamton negli Stati Uniti dal 4 al 10 agosto 1997 su campi in cemento.

## Vincitori

### Singolare
David Witt ha battuto in finale  Brian MacPhie con il punteggio di 6–2, 6–4

### Doppio
Brian MacPhie /  Jeff Salzenstein hanno battuto in finale  Emanuel Couto /  Tamer El Sawy con il punteggio di 7–5, 6–7, 6–3